# Secretaría de Desarrollo Agrario, Territorial y Urbano
La Secretaría de Desarrollo Agrario, Territorial y Urbano (SEDATU) es una de las veintiún secretarías de Estado que, junto con la Consejería Jurídica del Ejecutivo Federal y la Agencia de Transformación Digital y Telecomunicaciones, conforman el gabinete legal del presidente de México. Es el despacho del poder ejecutivo encargado de diseñar, ejecutar y coordinar las políticas públicas en materia de tenencia de la tierra, uso productivo del territorio nacional, ordenamiento urbano y vivienda.
Para lograr dicho objetivo entre sus facultades se encuentran realizar planes, programas y proyectos vinculados al uso del territorio nacional —ya sean comunidades rurales o urbanas—, extensiones de tierra y de agua dedicadas a la producción agropecuaria (que deberá coordinarse con la Secretaría de Agricultura y Desarrollo Rural), las estrategias gubernamentales de vivienda, zonas metropolitanas e infraestructura; el registro de la tenencia de la tierra; mediar en las disputas de propietarios de la tierra; administrar extensiones desocupadas e improductivas que no estén bajo la propiedad pública o privada de ninguna instancia; conducir sus estrategias en función del concepto de desarrollo sostenible y colaborar con las entidades federativas y los municipios en cuanto al Registro Público de la Propiedad se refiere.

## Logotipos

Logo de la SRA en el gobierno de Felipe Calderón (2006-2012)
Logo de la SRA en el gobierno de Enrique Peña Nieto (2012-2013)
Logo de la SEDATU en el gobierno de Enrique Peña Nieto (2013-2018)
Logo de la SEDATU en el gobierno de Andrés Manuel López Obrador (2018-2024)
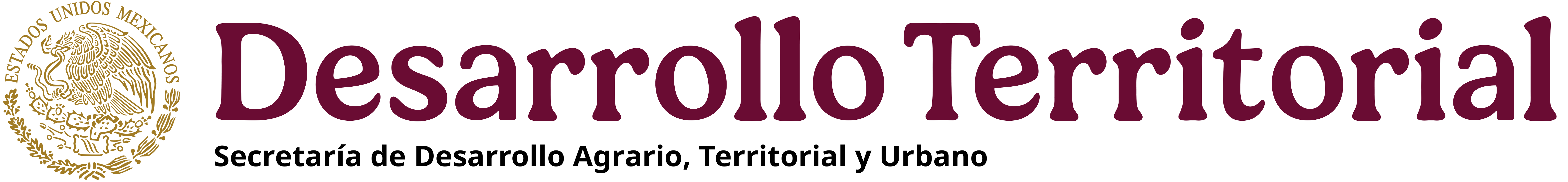
Logotipo durante la presidencia de Claudia Sheinbaum (desde 2024)

## Historia

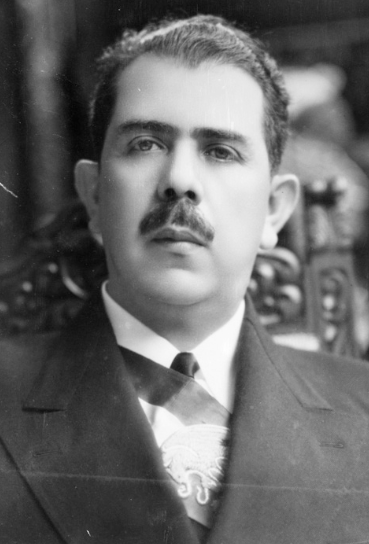
Cárdenas a través del Departamento Agrario llevó a la cabo la repartición de las tierras comunales en ejidos.

El 6 de abril de 1934, durante el gobierno Abelardo L. Rodríguez, se reformó la Ley de Secretarías de Estado y Departamentos Administrativos para crear el Departamento Agrario, encargado de dirigir la repartición de tierras en el contexto de la reforma agraria mexicana.
Con la llegada del poder de Lázaro Cárdenas en la conformación de su gabinete presidencial se creó un gran número de departamentos administrativos (dependencias del presidente de México que también formaban parte del gabinete pero con menor importancia que una secretaría de Estado), hasta el punto de en su última conformación convivieron ocho departamentos. En aquella época predominaban los latifundios en las regiones agrarias del país, así que en 1938 Cárdenas creó la figura jurídica de los ejido y promovió la fundación de la Confederación Nacional Campesina (CNC) que integró al campesinado; durante la administración cardenista más de un millón de campesinos recibió apropiadamente dieciocho millones de hectáreas ejidales.
En el gabinete de su sucesor, Manuel Ávila Camacho, el número de departamentos bajó abruptamente a ocho a únicamente dos, conservando únicamente el Departamento Agrario (además del sempiterno Departamento del Distrito Federal), pero el número de los repartos agrarios cometidos —así como de las siguientes administraciones— bajó estrepitosamente.
No sufriría ningún cambio sino hasta el 24 de diciembre de 1958, cuando el presidente Adolfo López Mateos le cambió el nombre a Departamento de Asuntos Agrarios y Colonización, para agregarle responsabilidades en dicha área. Pasarían años hasta el siguiente cambio significativo.
El 1 de diciembre de 1970 Luis Echeverría Álvarez elevó de rango dos departamentos de Estado: el Departamento de Turismo, que se transformó en la Secretaría de Turismo, y el Departamento de Asuntos Agrarios y Colonización, que se transformó en la Secretaría de la Reforma Agraria (SRA), nombre que conservó durante más de cuarenta años. Entre sus principales funciones destacaban:
- Tramitar lo relativo al artículo 27 de la Constitución Política y leyes agrícolas,
- Dirigir el Sistema Nacional Agrario,
- Tramitar las políticas relacionadas con las territorio y disputas relacionadas con ejidos,
- Y colaborar con la Secretaría de Desarrollo Social para mejorar la calidad de vida de los ejidatarios.

En septiembre de 2009 Felipe Calderón anunció que, debido a la crisis económica de 2008 a 2009, como una medida de austeridad eliminaría tres secretarías, incluyendo a la SRA, y que sus funciones serían trasladadas a la Secretaría de Desarrollo Social (hoy, Secretaría de Bienestar) para crear una «supersecretaría». No obstante, en el presupuesto federal de 2010 se le había designado presupuesto, por lo que continuó en funciones sin una fecha en específico de su desaparición.
La propuesta se mantuvo en la Cámara de Diputados, pero la Comisión de la Reforma Agraria durante la LXII Legislatura del Congreso de la Unión, así como de diversos grupos agrarios del país, se negó a continuar con ella ya que consideraban que la dependencia era el último bastión de la reforma agraria mexicana y una que más atentaba contra la pobreza en el país, y asimismo que con su eliminación se disminuiría el apoyo recibido por los campesinos.
Durante la campaña presidencial de 2012, diversos académicos y politólogos señalaron la necesidad de que el Gobierno de México necesita una secretaría de Estado que se encargara del Desarrollo Urbano, por la pobreza de la preocupación de las ciudades y especialmente de las áreas metropolitanas del país en la Administración Pública Federal.
A un mes del inicio del gobierno de Enrique Peña Nieto, el 3 de enero de 2013, se publicó en el Diario Oficial de la Federación la reforma 39 de la Ley Orgánica de la Administración Pública que, entre otras cosas, desaparecía la SRA y creaba la Secretaría de Desarrollo Agrario, Territorial y Urbano (SEDATU), cuyo más evidente cambio fue agregarle facultades de planificación territorial y ordenamiento urbano.

## Funciones
Según el artículo 41 de la Ley Orgánica de la Administración Pública Federal le corresponde el despacho de los siguientes asuntos:

- I. Elaborar y conducir las políticas de vivienda, ordenamiento territorial, desarrollo agrario y urbano, así como promover y coordinar con las entidades federativas, municipios y en su caso las alcaldías de la Ciudad de México, la elaboración de lineamientos para regular:
  - a) El crecimiento o surgimiento de asentamientos humanos y centros de población;
  - b) La regularización de la propiedad agraria y sus diversas figuras que la ley respectiva reconoce en los ejidos, las parcelas, las tierras ejidales y comunales, la pequeña propiedad agrícola, ganadera y forestal, los terrenos baldíos y nacionales, y los terrenos que sean propiedad de asociaciones de usuarios y de otras figuras asociativas con fines productivos;
  - c) La elaboración y aplicación territorial de criterios respecto al desarrollo urbano, la planeación, control y crecimiento de las ciudades y zonas metropolitanas del país, además de los centros de población en general, así como su respectiva infraestructura de comunicaciones, movilidad y de servicios, para incidir en la calidad de vida de las personas;
  - d) Los procesos de planeación de los asentamientos humanos y el desarrollo urbano, los relacionados con la conservación y aprovechamiento sustentable de los ecosistemas, recursos naturales y sus elementos;
  - e) La planeación habitacional y del desarrollo de vivienda, y
  - f) El aprovechamiento de las ventajas productivas de las diversas regiones del país;

- II. Aplicar los preceptos agrarios del artículo 27 constitucional, así como las leyes agrarias ysus reglamentos, en lo que no corresponda a otras dependencias, entidades u otras autoridades en la materia;
- III. Administrar el Registro Agrario Nacional;
- IV. Conducir los mecanismos de concertación con las organizaciones campesinas;
- V. Conocer de las cuestiones relativas a límites y deslinde de tierras ejidales y comunales;
- VI. Resolver las cuestiones relacionadas con los problemas de los núcleos de población ejidal y de bienes comunales, en lo que no corresponda a otras dependencias o entidades, con la participación de las autoridades estatales y municipales;
- VII. Cooperar con las autoridades competentes a la eficaz realización de los programas de conservación de tierras y aguas en los ejidos y comunidades;
- VIII. Ejecutar las resoluciones y acuerdos que dicte el Presidente de la República en materia agraria, en términos de la legislación aplicable;
- IX. Administrar los terrenos baldíos y nacionales y las demasías, así como establecer los planes y programas para su óptimo aprovechamiento;
- X. Planear y proyectar la adecuada distribución de la población y la ordenación territorial de los centros de población, ciudades y zonas metropolitanas, bajo criterios de desarrollo sustentable, conjuntamente con las dependencias y entidades de la Administración Pública Federal competentes, y coordinar las acciones que el Ejecutivo Federal convenga con los gobiernos de las entidades federativas y municipales para la realización de acciones en esta materia, con la participación de los sectores social y privado;
- XI. Prever a nivel nacional las necesidades de tierra para desarrollo urbano y vivienda, considerando la disponibilidad de agua determinada por la Secretaría de Medio Ambiente y Recursos Naturales y regular, en coordinación con los gobiernos de las entidades federativas y municipales, los mecanismos para satisfacer dichas necesidades;
- XII. Elaborar, apoyar y ejecutar programas para satisfacer las necesidades de suelo urbano y establecimiento de provisiones y reservas territoriales para el adecuado desarrollo de los centros de población, en coordinación con las dependencias y entidades de la Administración Pública Federal correspondientes y los gobiernos de las entidades federativas y municipales, y con la participación de los diversos grupos sociales;
- XII Bis. Establecer mecanismos para el ejercicio del derecho de preferencia a que se refiere el artículo 84 de la Ley General de Asentamientos Humanos, Ordenamiento Territorial y Desarrollo Urbano;
- XIII. Promover y concertar programas de vivienda y de desarrollo urbano y metropolitano, y apoyar su ejecución, con la participación de los gobiernos de las entidades federativas y municipales, así como de los sectores social y privado, a efecto de que el desarrollo nacional en la materia se oriente hacia una planeación sustentable y de integración;
- XIV. Fomentar la organización de sociedades cooperativas de vivienda y materiales de construcción, en coordinación con las Secretarías del Trabajo y Previsión Social y de Economía;
- XV. Planear, diseñar, promover, apoyar y evaluar mecanismos de financiamiento para el desarrollo regional y urbano, así como para la vivienda, con la participación de las dependencias y entidades de la Administración Pública Federal correspondientes, de los gobiernos de las entidades federativas y municipales, de las instituciones de crédito y de los diversos grupos sociales;
- XVI. Apoyar los programas de modernización de los registros públicos de propiedad;
- XVII. Facilitar las acciones de coordinación de los entes públicos responsables de la planeación urbana y metropolitana en las entidades federativas y municipios cuando así lo convengan;
- XVIII. Proyectar y coordinar, con la participación que corresponda a los gobiernos de las entidades federativas y municipales, la planeación regional del desarrollo;
- XIX. Elaborar los programas regionales y especiales que le señale el Ejecutivo Federal, tomando en cuenta las propuestas que para el efecto realicen las dependencias y entidades de la Administración Pública Federal y los gobiernos de las entidades federativas y municipales, así como autorizar las acciones e inversiones convenidas en el marco de lo dispuesto en la fracción que antecede, en coordinación con la Secretaría de Hacienda y Crédito Público;
- XX. Promover y ejecutar la construcción de obras de infraestructura y equipamiento para el desarrollo regional y urbano, en coordinación con los gobiernos estatales y municipales y con la participación de los sectores social y privado;
- XXI. Aportar diagnósticos y estudios al Consejo Nacional de Población en materia de crecimiento demográfico y su impacto en el ámbito territorial;
- XXII. Participar en la definición de la política inmobiliaria de la Administración Pública Federal;
- XXIII. Promover y propiciar el adecuado cumplimiento de la normatividad en materia de ordenamiento del territorio, desarrollo urbano y vivienda;
- XXIV. Ejercitar el derecho de expropiación por causa de utilidad pública en aquellos casos no encomendados a otra dependencia;
- XXV. Participar en la elaboración de los métodos e instrumentos para identificar zonas de alto riesgo ante fenómenos naturales, para su prevención y mitigación;
- XXVI. Emitir opinión ante la Secretaría de Hacienda y Crédito Público en los proyectos de inversión pública con impacto territorial, regional y urbano;
- XXVII. Diseñar los programas de modernización de los registros públicos inmobiliarios así como los catastros, a través de la administración de la plataforma nacional de información a que se refiere la Ley General de Asentamientos Humanos, Ordenamiento Territorial y Desarrollo Urbano, y
- XXVIII. Los demás que le fijen expresamente las leyes y reglamentos.

## Organigrama

### Sector central
El Manual de Organización General de la secretaría la organiza de la siguiente forma:
- Secretario de Desarrollo Agrario, Territorial y Urbano
  - Unidad de Asuntos Jurídicos
    - Dirección General de Amparos y Ejecutorias
    - Dirección General de Litigio Estratégico y Cumplimiento Normativo
    - Dirección General de Legislación, Consulta y Pago de Predios

  - Unidad de Planeación y Desarrollo Institucional
  - Dirección General de Coordinación de Oficinas de Representación
- Subsecretaría de Ordenamiento Territorial y Agrario
  - Dirección General de Ordenamiento de la Propiedad Rural
  - Dirección General de Concertación Agraria y Mediación
  - Dirección General de Inventarios y Modernización Registral y Catastral
  - Dirección General de Ordenamiento Territorial
  - Coordinación General de Gestión Integral de Riesgos de Desastres
- Subsecretaría de Desarrollo Urbano y Vivienda
  - Unidad de Proyectos Estratégicos para el Desarrollo Urbano
  - Unidad de Apoyo a Programas de Infraestructura y Espacios Públicos
  - Coordinación General de Desarrollo Metropolitano y Movilidad
  - Dirección General de Desarrollo Urbano, Suelo y Vivienda
  - Dirección General de Desarrollo Regional
- Unidad de Administración y Finanzas
  - Dirección General de Programación y Presupuesto
  - Dirección General de Tecnologías de la Información y Comunicaciones
  - Dirección General de Recursos Materiales y Servicios Generales
  - Dirección General de Capital Humano y Desarrollo Organizacional

### Organismos descentralizados y fideicomisos públicos
| Tipo                        | Dependencia                                          | Dependencia                                          | Acrónimo | Fundación |
| --------------------------- | ---------------------------------------------------- | ---------------------------------------------------- | -------- | --- |
| Organismos descentralizados |                                                      | Procuraduría Agraria                                 | —        | 26 de febrero de 1992 |
| Organismos descentralizados |                                                      | Instituto Nacional del Suelo Sustentable             | INSUS    | 20 de agosto de 1973 (como la Comisión para la Regularización de la Tenencia de la Tierra) 16 de diciembre de 2016 (con su nombre actual) |
| Organismos descentralizados |                                                      | Comisión Nacional de Vivienda                        | CONAVI   | 27 de junio de 2006 |
| Fideicomisos públicos       | Fideicomiso Fondo Nacional de Fomento Ejidal         | Fideicomiso Fondo Nacional de Fomento Ejidal         | FIFONAFE | 16 de abril de 1971 |
| Fideicomisos públicos       | Fideicomiso Fondo Nacional de Habitaciones Populares | Fideicomiso Fondo Nacional de Habitaciones Populares | FONAHPO  | 2 de abril de 1981 |

## Actuales titulares del Organigrama
| Cargo                                                         | Titular                       |
| ------------------------------------------------------------- | ----------------------------- |
| Secretario de Desarrollo Agrario, Territorial y Urbano        | Edna Elena Vega Rangel        |
| - Subsecretaria de Ordenamiento Territorial y Agrario         | Griselda Martínez Vázquez     |
| - Subsecretario de Desarrollo Urbano y Vivienda               | Víctor Hugo Hofmann Aguirre   |
| - Titular de la Unidad de Administración y Finanzas           |                               |
| Director en jefe del Registro Agrario Nacional                |                               |
| Procurador agrario                                            |                               |
| Director general de la Comisión Nacional de Vivienda          |                               |
| Director general del Instituto Nacional del Suelo Sustentable | José Alfonso Iracheta Carroll |

## Presupuesto
Según la Ley Federal de Presupuesto y Responsabilidad Hacendaria es responsabilidad exclusiva de la Cámara de Diputados aprobar el Presupuesto de Egresos de la Federación (que tiene vigencia desde el 1 de enero hasta el 31 de diciembre del año siguiente en que se publique) según la propuesta enviada por el presidente de la República a través de la  Secretaría de Hacienda y Crédito Público, la cual podrá cambiar a la original si así lo cree conveniente. 
| Año  | Propuesta por               | Cámara de Diputados | Presupuesto aprobado (pesos mexicanos) | Ref    |
| ---- | --------------------------- | ------------------- | -------------------------------------- | ------ |
| 2013 | Enrique Peña Nieto          | LXII Legislatura    | 5 867 839 355                          | [ 18 ] |
| 2014 | Enrique Peña Nieto          | LXII Legislatura    | 26 590 502 424                         | [ 19 ] |
| 2015 | Enrique Peña Nieto          | LXII Legislatura    | 22 050 892 608                         | [ 20 ] |
| 2016 | Enrique Peña Nieto          | LXIII Legislatura   | 25 613 444 548                         | [ 21 ] |
| 2017 | Enrique Peña Nieto          | LXIII Legislatura   | 16 018 897 188                         | [ 22 ] |
| 2018 | Enrique Peña Nieto          | LXIII Legislatura   | 16 766 195 714                         | [ 23 ] |
| 2019 | Andrés Manuel López Obrador | LXIV Legislatura    | 18 754 939 290                         | [ 24 ] |
| 2020 | Andrés Manuel López Obrador | LXIV Legislatura    | 10 939 258 622                         | [ 25 ] |
| 2021 | Andrés Manuel López Obrador | LXIV Legislatura    | 16 620 344 244                         | [ 26 ] |
| 2022 | Andrés Manuel López Obrador | LXV Legislatura     | 12 868 470 195                         | [ 1 ]  |